# Johann Georg Christian Höpfner
Johann Georg Christian Höpfner (Pseudonym: Ernst Birkenhayn; * 4. März 1765 in Leipzig; † 20. Dezember 1827 ebenda) war ein deutscher lutherischer Theologe und Hochschullehrer.

## Leben
Höpfner war Sohn des Kaufmanns Johann Christian Höpfner. Da der Vater nicht über die finanziellen Mittel verfügte, um seinem Sohn eine seiner Begabung angemessene Ausbildung zu ermöglichen, nahm sich der Universitätsprofessor der Geschichte Johann Gottlob Böhme der Sorge um die Ausbildung des Jungen an. Er konnte ab 1772 die Nikolaischule besuchen und erhielt zugleich Privatunterricht. Nach dem Tod Böhmes 1780 erhielt Höpfner weiter Unterstützung durch Böhmes Witwe. 1782 ging er zum Studium der Theologie, aber auch der klassischen Philologie an die Leipziger Universität, an die ihn Böhme bereits zehn Jahre zuvor eingeschrieben hatte. Für sein Studium erhielt er ein kurfürstliches Stipendium, darüber hinaus hatte er eine Reihe von Gönnern. Am 2. März 1786 erfolgte seine Graduierung zum Magister. Zugleich wurde er in die Philobiblische Gesellschaft sowie in die Gesellschaft der montägigen Prediger aufgenommen.
Höpfner wurde 1787 Nachmittagsprediger an der Leipziger Universitätskirche und zugleich Katechet in Gohlis. Obwohl sich seine Predigertätigkeit großer Beliebtheit erfreute, wandte er sich doch der Leipziger Universität zu, an der er sich am 13. Oktober 1787 mit der Verteidigung seiner Schrift Commentarii in Cyclopem Euripidis specimen habilitierte. Fortan lehrte er als Privatdozent an der Philosophischen Fakultät. 1791 wurde er als außerordentlicher Professor der Philosophie designiert. Er ging im selben Jahr an das Gymnasium Eisleben, an dem er das Amt des Konrektors übertragen bekam. 1800 ereilte ihn die Taubheit, weshalb er sein Lehramt in Eisleben niederlegen musste. Seine Entlassung wurde ihm zusammen mit einem lebenslangen Gehalt gewährt. Er kehrte nach Leipzig zurück und übernahm Aufgaben wie die Redaktion der Zeitschrift Fama der neuesten Litteratur 1800 und des Jahrbuchs der neuesten Literatur 1801 (später als Leipziger Literaturzeitung publiziert). Auch nahm er sich des schriftstellerischen Nachlasses von Paul Friedrich Achat Nitsch an.
Höpfner wurde 1802 durch die Universität Wittenberg der Doktor der Theologie verliehen, außerdem nahm ihn die Erfurter Akademie auf. Spätestens seit 1814 nahm er seine Lehrtätigkeit an der Leipziger Universität als außerordentlicher Professor auf. 1823 ereilte ihn ein erster Schlaganfall, 1824 ein weiterer, an dessen Folgen er schließlich starb.

## Werke (Auswahl)
- Commentarii in Cyclopem Euripidis specimen, Leipzig 1787.
- Ueber das Leben und die Verdienste des verewigten Sam. Fried. Nath. Morus, Sommer, Leipzig 1793.
- Über Den Eros Der Ältesten Griechischen Dichter: Ein Beitrag Zur Griechischen Mythologie, Wolfenbüttel 1793.
- Paul Friedrich Achat Nitsch: Wörterbuch der alten Geographie nach den neuesten Berichtigungen zusammengetragen. Herausgegeben und fortgesetzt von J. G. C. Höpfner, Halle 1794.
- Epitome theologiae christianae, 1804.